# 二硫化ゲルマニウム
二硫化ゲルマニウム(Germanium disulfide)は、化学式GeS2の無機化合物である。白色で高融点の結晶性固体である。硫化ケイ素(SiS2)が一次元ポリマーであるのに対し、三次元ポリマーである。Ge-S間距離は、2.19 Aである。

## 歴史
クレメンス・ヴィンクラーが硫ゲルマニウム銀鉱の分析中に発見した、初めてのゲルマニウム化合物である。この物質が水性酸に溶けないことが、新元素の単離に繋がった。

## 合成
濃塩酸中で、硫化水素と四塩化ゲルマニウムを反応させることで合成される。

## 自然界での生成
天然では、石炭鉱山の廃石捨場のある山の噴気孔でのみ見られる。